# Fontanafredda
Fontanafredda (Fontanefrede in friulano standard, Fontanafredha nella variante locale, Fontanafreda in veneto) è un comune italiano di 12 915 abitanti dell'ex provincia di Pordenone, in Friuli-Venezia Giulia.
Si tratta di un comune sparso con sede municipale in frazione Vigonovo.

## Storia

### Simboli
Lo stemma è stato concesso assieme al gonfalone con regio decreto del 5 settembre 1935, successivamente modificato con decreto luogotenenziale del 10 dicembre 1944 che ha eliminato il capo del littorio.
Il gonfalone è un drappo di azzurro.

## Monumenti e luoghi d'interesse

### Architetture religiose
- Chiesa parrocchiale di San Giorgio[10].
- Chiesa parrocchiale di Santa Maria Assunta (costruita in sasso nel XIX secolo, custodisce al suo interno pitture di Andrea Vicentino (1596), S. Fracchia e Giuseppe De Lorenzi).
- Chiesa di San Giorgio in Campagna o San Giorgio di Villadolt.
- Chiesa della Beata Vergine del Rosario in località Romano. Si tratta di uno degli edifici religiosi più importanti del territorio. La sua moderna facciata non fa certo presagire la ricchezza artistica conservata al suo interno (degni di menzione l'altare maggiore ligneo barocco e un'acquasantiera di un anonimo "tajapiera" di Meduno).
- Chiesetta di Sant'Antonio. Essa fu una meta di pellegrinaggi per chiedere "il miracolo della pioggia" e molto probabilmente fu eretta su un antico luogo di culto pagano delle divinità delle acque (frazione di Nave).
- Chiesa parrocchiale di Ranzano.
- Chiesa parrocchiale di Nave.

### Architetture civili
- Villa Pierozan-Zilli.
- Villa Verardo.

## Società

### Evoluzione demografica
Abitanti censiti

### Lingue e dialetti
Fontanafredda fa parte dei comuni compresi nell'ambito territoriale friulanofono.
Più precisamente, il comune si colloca nella fascia di transizione tra veneto e friulano occidentale. Inchieste condotte a Vigonovo nel 1966 e nel 1968 per l'Atlante storico-linguistico-etnografico friulano, hanno evidenziato come nel territorio si parli una mescolanza tra le due lingue: nel lessico, sostanzialmente veneto, non mancano termini spiccatamente friulani (cjadena "catena", cjar "carro", forcja "forca"); inoltre, si riscontrano tracce della tipica dittongazione friulana.

## Economia

### Aziende
- MCZ Group

## Sport
Il polo della pratica sportiva locale è il complesso di viale dello Sport, incentrato sullo stadio Omero Tognon, che negli anni 2020 è stato adeguato al professionismo per accogliere le gare interne del Pordenone, fallito nel 2023. Vi ha giocato alcune gare interne anche la Triestina, laddove lo stadio Nereo Rocco di Trieste è stato inagibile.

## Amministrazione

### Sindaci dal 1995
| Periodo        | Periodo        | Primo cittadino  | Partito             | Carica  | Note                             |
| -------------- | -------------- | ---------------- | ------------------- | ------- | -------------------------------- |
| 23 aprile 1995 | 13 giugno 1999 | Loris Soldan     | Centro sinistra     | Sindaco |                                  |
| 13 giugno 1999 | 13 giugno 2004 | Loris Soldan     | Centro sinistra     | Sindaco |                                  |
| 13 giugno 2004 | 7 giugno 2009  | Giovanni Baviera | Lista civica        | Sindaco |                                  |
| 7 giugno 2009  | 25 maggio 2014 | Giovanni Baviera | Lista civica        | Sindaco |                                  |
| 25 maggio 2014 | 11 giugno 2017 | Claudio Peruch   | Partito Democratico | Sindaco | il comune è stato commissariato. |
| 11 giugno 2017 | 12 giugno 2022 | Michele Pegolo   | Lista civica        | Sindaco |                                  |
| 12 giugno 2022 | in carica      | Michele Pegolo   | Lista civica        | Sindaco |                                  |

### Gemellaggi
- Saint Jean[15]